# John John Florence
 (février 2017).
Si vous disposez d'ouvrages ou d'articles de référence ou si vous connaissez des sites web de qualité traitant du thème abordé ici, merci de compléter l'article en donnant les références utiles à sa vérifiabilité et en les liant à la section « Notes et références ».
Pour les articles homonymes, voir Florence (homonymie).
John John Florence est un surfeur professionnel américain né le 18 octobre 1992 à Honolulu, sur l'île d'Oahu à Hawaï. Il est considéré comme l'un des plus talentueux surfeurs hawaïens de sa génération. Il devient champion du monde pour la première fois en 2016. En décembre 2017 il remporte son deuxième titre mondial. C'est une première depuis Andy Irons qu'un surfeur remporte ses deux premiers titres mondiaux consécutivement. Il est marié à une Irlandaise depuis 2015.

## Biographie

### Enfance
John Alexander Florence est né en 1992 à l'hôpital Kapiolani d'Honolulu, sur l'île d'Oahu mais ses parents habitent une maison de front de mer à Haleiwa, sur le North Shore. Il est l'aîné d'une famille de trois enfants. Sa mère le surnomme John John en s'inspirant de John Fitzgerald Kennedy Jr. Il apprend à surfer à l'âge de trois ans et montre rapidement des facultés hors du commun. À seulement six ans, il décroche son premier sponsor auprès de la marque O'Neill. Il fait ses débuts sur les vagues réputées dangereuses de Banzai Pipeline et Waimea Bay. Il remporte sa première compétition en 1999 à l'âge de sept ans.

### Carrière professionnelle
Florence accède à la notoriété en participant pour la première fois à la Triple Crown of Surfing en 2005, à seulement 13 ans. Bien qu'il ne franchisse pas le premier tour, il parvient tout de même à obtenir une meilleure moyenne que Shane Dorian, surfeur professionnel ayant participé au circuit Championship Tour qui regroupe l'élite mondiale du surf. Florence intègre le circuit Qualifying Series en 2008 et remporte sa première victoire en 2011 lors du Volcom Pipe Pro organisé chez lui, sur le spot de Banzai Pipeline. Il intègre le CT à mi-saison, en septembre 2011, lors du Quiksilver Pro France. Il remporte sa première victoire sur le CT en 2012 lors du Billabong Rio Pro organisé à Rio de Janeiro, au Brésil. La même année, il devient champion du monde du circuit QS et se classe quatrième sur le CT. Il termine dixième du CT en 2013 et troisième en 2014.
Après une saison 2015 à vide marquée notamment par les blessures, il revient en 2016 avec l'intention claire de disputer le titre. Sa pré-saison est marquée par la victoire au Mémorial Eddie Aikau, événement de grosse vagues organisé seulement 9 fois depuis 1984. Sur le circuit, il remporte ensuite le Oi Rio Pro pour la deuxième fois de sa carrière et se classe deuxième coup sur coup au J-Bay Open de Jeffreys Bay et au Billabong Pro Tahiti à Teahupoo. Il endosse après cette étape le maillot jaune de leader au classement général pour la première fois de sa carrière. Il devient le premier hawaïen à porter le maillot jaune depuis Andy Irons. Lors du Rip Curl Pro Portugal organisé à Peniche, il profite de l'élimination de Gabriel Medina puis de celle de Jordy Smith pour être sacré champion du monde pour la première fois de sa carrière, et ce avant même la dernière étape de la saison, le Billabong Pipe Masters. Il succède ainsi à Adriano de Souza, et devient le quatrième hawaïen champion du monde de surf après Derek Ho (1993), Sunny Garcia (2000) et Andy Irons (2002, 2003, 2004). Il termine premier du Hawaiian Pro à Haleiwa, étape qui constitue l'un des trois joyaux de la Triple Crown of Surfing. Ensuite, malgré une élimination prématurée en quarts de finale du Billabong Pipe Masters face au futur vainqueur Michel Bourez, il remporte la « Triple couronne » pour la troisième fois de sa carrière.
Florence est sacré de nouveau champion du monde à l'issue des saisons 2017 et 2024. En janvier 2025 il annonce sa mise en retrait pour la saison 2025 ainsi que son intention de reprendre la compétition en 2026.

## Palmarès et résultats

### Saison par saison
- 2011 :
  - 1er du Volcom Pipe Pro à Banzai Pipeline sur le North Shore d'Oahu (Hawaï)
  - 3e du Quiksilver Pro Portugal à Ericeira (Portugal)
  - 2e du Mr Price Pro Ballito à Ballito (Afrique du Sud)
  - 1er de la Vans World Cup à Sunset Beach sur le North Shore d'Oahu (Hawaï)
  - 1er de la Vans Triple Crown of Surfing

- 2012 :
  - 1er du Volcom Pipe Pro à Banzai Pipeline sur le North Shore d'Oahu (Hawaï)
  - 1er du Tesltra Drug Aware Pro à Margaret River (Australie)
  - 3e du Nike Lowers Pro à Trestles (États-Unis)
  - 1er du Billabong Rio Pro à Rio de Janeiro (Brésil)
  - 3e du Billabong Pro Teahupoo à Teahupoo (Tahiti)
  - 3e du Quiksilver Pro France à Hossegor (France)
  - 2e du Reef Hawaiian Pro sur le North Shore d'Oahu (Hawaï)
  - Rookie of the year
  - Champion du monde QS

- 2013 :
  - 1er du Volcom Pipe Pro à Banzai Pipeline sur le North Shore d'Oahu (Hawaï)
  - 3e du Volcom Fiji Pro à Tavarua (Fidji)
  - 2e du Billabong Pipe Masters à Banzai Pipeline sur le North Shore d'Oahu (Hawaï)
  - 1er de la Vans Triple Crown of Surfing (2)

- 2014 :
  - 3e du Rip Curl Pro Bells Beach à Bells Beach (Australie)
  - 3e du Billabong Pro Tahiti à Teahupoo (Tahiti)
  - 2e du Hurley Pro à Trestles (États-Unis)
  - 1er du Quiksilver Pro France à Hossegor (France)
  - 3e du Moche Rip Curl Pro Portugal à Peniche (Portugal)

- 2015 :
  - 1er du Volcom Pipe Pro à Banzai Pipeline sur le North Shore d'Oahu (Hawaï)
  - 2e du Drug Aware Margaret River Pro à Margaret River (Australie)

- 2016 :
  - Mémorial Eddie Aikau
  - 1er du Oi Rio Pro à Rio de Janeiro (Brésil)
  - 2e du J-Bay Open à Jeffrey's Bay (Afrique du Sud)
  - 2e du Billabong Pro Tahiti à Teahupoo (Tahiti)
  - 3e du Quiksilver Pro France à Hossegor (France)
  - 1er du Meo Rip Curl Pro Portugal à Peniche (Portugal)
  - 1er du Hawaiian Pro à Haleiwa (Hawaï)
  - 1er de la Vans Triple Crown of Surfing (3)
  - Champion du monde CT

- 2017 :
  - 3e du Quiksilver Pro Gold Coast à Gold Coast (Australie)
  - 1er du Drug Aware Margaret River Pro à Margaret River (Australie)
  - 3e du Rip Curl Pro Bells Beach à Bells Beach (Australie)
  - 2e du Billabong Pipe Masters à Banzai Pipeline sur le North Shore d'Oahu (Hawaï)
  - Champion du monde CT (2)

### Classements
| Année             | 2011 | 2012 | 2013 | 2014 | 2015 | 2016 | 2017 | 2018 | 2019 | 2020 | 2021 | 2022 | 2023 | 2024 |
| ----------------- | ---- | ---- | ---- | ---- | ---- | ---- | ---- | ---- | ---- | ---- | ---- | ---- | ---- | ---- |
| Championship Tour | 34e  | 4e   | 10e  | 3e   | 14e  | 1er  | 1er  | 35e  | 7e   | -    | 11e  | 12e  | 8e   | 1er  |
| Qualifying Series | 13e  | 1er  | 13e  | 402e | 45e  | 22e  | 98e  | 668e |      |      |      |      |      |      |
| Challenger Series |      |      |      |      |      |      |      |      |      |      | 17e  | 23e  |      |      |